# Cushman Kellogg Davis
Cushman Kellogg Davis (Henderson, 16 giugno 1838 – Saint Paul, 27 novembre 1900) è stato un politico statunitense. Egli fu il settimo governatore del Minnesota e senatore degli Stati Uniti nel 50º, 51º, 52º, 53º, 54º, 55º e 56º Congresso degli Stati Uniti dal 4 marzo 1887 fino alla sua morte. Il senatore Davis servì nei colloqui di pace che posero fine alla guerra ispano-americana. Era un repubblicano.
Nacque a Henderson, New York e si trasferì nel Wisconsin con i suoi genitori quando non aveva neanche un anno di età. Studiò alla Carroll College e poi all'Università del Michigan, dove si laureò nel 1857. Si trovò in servizio nella guerra di secessione americana nel 28° Wisconsin Volunteer Infantry, servendo prima come tenente responsabile della Compagnia B del reggimento volontari, poi nel 1864 come assistente del generale Willis A. Gorman. La sua carriera politica ebbe inizio nel 1867. Morì a Saint Paul, Minnesota.